# MCST
MCST是一家俄罗斯微处理器公司，成立于1992年。  MCST同時生產个人计算机、服务器的處理器，而且主要生產Elbrus和SPARC指令集架構的處理器。 俄罗斯入侵乌克兰後，该公司受到欧盟、美国、英国等国家和組織的制裁。